# Biochemický proces

Mapa biochemických procesů v živých organismech - metabolismus

Biochemický proces (biochemický děj, biochemická dráha) je sled chemických reakcí v živých organismech nejčastěji katalyzovaných enzymy. Biochemické procesy jsou základem života. Dělí se na katabolismus (rozkladový proces, odbourávání) a anabolismus (výstavbový proces, biosyntéza). Katabolismus obvykle energii uvolňuje a anabolismus obvykle energii spotřebovává.
Biochemické procesy lze dále rozdělit na přeměnu energie v potravinách na energii pro buněčné procesy (energetický metabolismus) a na přeměnu potravin na stavební kameny bílkovin, lipidů, sacharidů, nukleových kyselin (látkový metabolismus). Biochemické procesy jsou základem i pro odstranění metabolických odpadů z organismu.
Biochemickými procesy se zabývá především biochemie (řecky bios - život), věda o chemických základech života. Znalost biochemických procesů je však nezbytná i pro další vědy o živých organismech (genetika, fyziologie, mikrobiologie, toxikologie, farmakologie, patologie).

## Energetické biochemické procesy
Energetické biochemické procesy slouží k výrobě energie pro udržení tělesných funkcí a teploty živých organismů. V každé buňce živého organismu probíhá v každém okamžiku velké množství chemických reakcí, které spotřebovávají nebo uvolňují energii.
- Při přeměně složité látky na jednodušší dochází k jejich rozkladu (disimilaci). Při těchto reakcích se energie zpravidla uvolňuje, jedná se o reakce exergonické.
- Při tvorbě složitých látek z jednodušších dochází k jejich syntéze (asimilaci). Při těchto reakcích se energie zpravidla spotřebovává, jedná se reakce endergonické.

Při energetických biochemických procesech hrají důležitou roli makroenergetické sloučeniny, které mají schopnost energii přijímat, uchovávat a uvolňovat. Jejich nejdůležitějším představitelem jsou adenosintrifosfát ATP a adenosindifosfát ADP, které mají funkci jakéhosi akumulátoru energie v živých organismech. Při biochemických reakcích dochází k tomu, že se z ATP uvolní jeden fosfátový zbytek za vzniku ADP a energie nutné pro endotermické reakce organismu. Při zpětném procesu se naopak energie při vzniku ATP z ADP spotřebuje.

## Látkové biochemické procesy
Látkové biochemické procesy slouží k rozkladu, výstavbě, údržbě a výměně látek (například sacharidů, lipidů, bílkovin) v živém organismu.
- Sacharidy, které živé organismy přijímají v potravě, slouží především jako zdroj energie. Všechny tyto sacharidy od těch nejjednodušších až po polysacharidy jsou při metabolismu rozloženy na glukózu. Ta je pak použita jako zdroj energie, zásobárna energie (například glykogen) a ke stavbě vlastních látek organismu.
- Lipidy, které živé organismy přijímají v potravě, slouží především jako zásobárna energie. Všechny lipidy jsou při metabolismu rozloženy na mastné kyseliny a glycerol, které se dále v buňkách štěpí za uvolňování energie. Přebytečné tuky se ukládají a v organismu pak tvoří tukové zásoby.
- Bílkoviny, které živé organismy přijímají v potravě, slouží především jako stavební materiál. Všechny bílkoviny jsou při látkových biochemických procesech rozloženy na aminokyseliny, které se pak v buňkách syntetizují do vlastních bílkovin, enzymů a hormonů.

## Metabolismus
Soubor všech biochemických procesů v živých organismech, při nichž dochází k přeměně látek a energií v buňkách se nazývá metabolismus (řecky metabolé - změna, přeměna). Během biochemických procesů je jedna chemická látka přeměněna řadou kroků na jinou chemickou látku. Podle zjednodušené definice je metabolismus látková a energetická výměna, příjem a zpracování živin. Všechny látky, které při metabolismu vznikají nebo se přeměňují, se nazývají metabolity.

## Enzymy
Pro biochemické procesy mají zásadní význam enzymy, koenzymy a prostetické skupiny, neboť působí jako katalyzátory a umožňují rychlejší reakci při nižší energii. Tyto enzymově katalyzované reakce umožňují organismům udržovat své struktury, reagovat na okolní prostředí, růst a reprodukovat se. Například enzym ATP/ADP zajišťuje dodávku energie nebo enzym NADPH/NADP+ je základem pro oxidačně/redukční reakce.